# Поліщук Клим Лаврентійович
Кли́м Лавре́нтійович (Лаврінович, Лавринович) Поліщу́к (*25 листопада 1891, Краснопіль, Житомирський повіт, Волинська губернія, Російська імперія — † 3 листопада 1937, Сандармох, РРФСР, СРСР) — український письменник, публіцист, автор історичних романів доби розстріляного відродження. Дослідник культури народу комі.

## Життєпис
Народився 25 листопада 1891 року в містечку Краснопіль Житомирського повіту Волинської губернії, тепер Чуднівський район, Житомирської області, Україна. Навчався в Петербурзі, у 1912 повернувся до Житомира, де в серпні 1914 заарештований за «мазепинську» діяльність і висланий за межі України.
1920 року Клим Поліщук емігрував до Польщі, де у Львові познайомився зі своєю майбутньою дружиною — письменницею Галиною Орлівною. Львівський період був дуже плідним для письменника. Він видає альманахи, організовує журнали, публікує свої вірші, оповідання, повість «Світ червоний», романи «Гуляйпільський батько» і «Отаман Зелений».

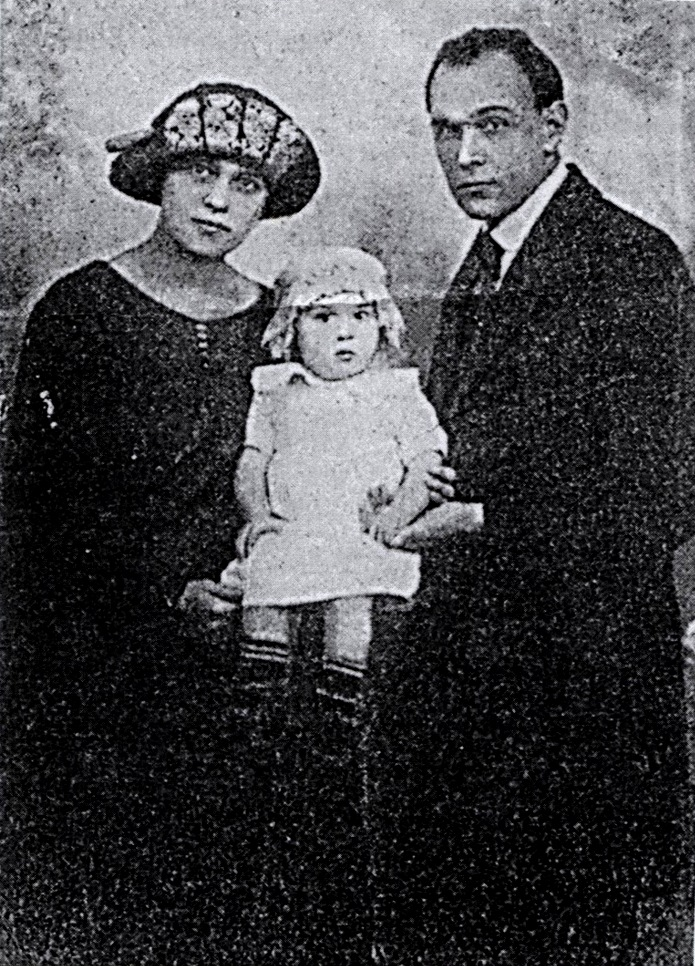
Клим Поліщук зі своєю дружиною Галиною Мневською (Галиною Орлівною) та донькою Лесею.

У 1924 році Клим Поліщук із дружиною повернувся в УСРР, яка на той час уже перебувала у складі СРСР. Письменник працював у державному видавництві, друкувався в періодиці. Арештований 4 листопада 1929 року, а в січні 1930-го рішенням Колегії ОГПУ СРСР дістав покарання за ст. 58-10-13 КК РСФСР — 10 років ув'язнення в таборах (того ж 1930 року заарештована й вислана до Казахстану Галина Мневська).
Відбував покарання в концтаборі Карлаг (4 роки) і на Соловецьких островах. Постановою окремої трійки Управління НКВД СРСР по Ленінградській області від 9 жовтня 1937 року дістав найвищу кару (розстріл). Разом з великою групою діячів культури (Микола Зеров, Григорій Епік, Марко Вороний та інші) 3 листопада 1937 року розстріляний у лісовому карельському урочищі Сандармох під містом Медвеж'єгорськ (з 27 жовтня по 4 листопада 1937 року там були розстріляні 1111 в'язнів Соловецького табору особливого призначення). Зараз у тому лісі меморіальне кладовище, хрести скорботи, дерев'яна капличка і пам'ятник — гранітна брила з написом: «Люди, не вбивайте один одного».
Реабілітований прокуратурою Харківської області 14 квітня 1992 року.
Проклятого віку музична струна,
Далека і близька чудова мана,
Сміється промінням жадобних очей,
Палає горінням кривавих ночей, —
Про неї легенди снує сатана…
Не знав я ніколи імення її,
Та з нею єднались жадання мої.
Без неї про щастя я мріять не смів,
А з нею вмирає натхненний мій спів,
Як гинуть під стужу в гаях солов'ї.
Самотній блукаю на чорній стерні,
В стерні догоряють забуті вогні, —
Вона ж, як проклятого віку мана,
Моїми слідами слідкує подна: І знає про неї один сатана…

## Вшанування пам'яті
19 лютого 2016 року одна з перейменованих вулиць Житомира названа ім'ям Клима Поліщука.

## Літературні погляди
Критика відносить творчість Поліщука до символізму та готичного письма.
На засланні і в концтаборах активно цікавився російською літературою, проте йому належать слова:
| Терпіти не можу епілептичного й неохайного Достоєвського... |

## Твори
- Звуколірність: Поезії. — Станиславів; Коломия: Бистриця, 1921.
- Скарби віків: Українські лєґенди. — Львів: Русалка, 1921.
- Золоті зернятка: Оповідання для дітей. — Львів: Русалка, 1921.
- Воєнко: Із записної книжки. — Львів: Русалка, 1921.
- Розпята душа [Архівовано 13 липня 2015 у Wayback Machine.]: Оповідання з латиського життя. — Львів: Русалка, 1921.
- Веселе в сумному [Архівовано 21 лютого 2020 у Wayback Machine.]: Сатирично-гумористична збірка. — Львів: Русалка, 1921.
- Жменя землі: Галицькі леґенди. — Львів: Русалка, 1921.
- Далекі зорі. — Львів: Русалка, 1921.
- Червоне марево: Нариси і оповідання з часів революції. — Львів: Русалка, 1921.
- Ангельський лист [Архівовано 13 липня 2015 у Wayback Machine.]: Оповідання. — Львів: Русалка, 1923.
- Поліщук К. Гад Звіринецький: драм. легенда в 4 картинах / Клим Поліщук. — Львів: Русалка, 1925. — 16 с. — (Народній театр ; ч. 1). [Архівовано 22 травня 2017 у Wayback Machine.]

### Романи
- Гуляйпільський батько.
- Отаман Зелений: Сучасний роман. — Львів: Русалка, 1923.
- Поліщук К. Гуляйпільський «батько»: роман в 2-х ч. Ч. 1 : Бентежний дух / Клим Поліщук. — Коломия: Накладом Вид-ва «ОКА» в Коломиї, 1925. — 164 с. [Архівовано 22 травня 2017 у Wayback Machine.]
- Поліщук К. Гуляйпільський «батько»: роман у 2-х ч. Ч. 2 : Свавільна сила / Клим Поліщук. — Коломия: Накладом вид-ва «Ока» в Коломиї, 1925. — 163 с. [Архівовано 22 травня 2017 у Wayback Machine.]

## Видання
Поліщук Клим. Вибрані твори / Упор. В. Шевчука; передм. С. Яковенка. — Київ: Смолоскип, 2008. — 704 с. — ISBN 978-966-8499-68-5.
- Струг А. Підземні люди: оповідання / Андрій Струг ; пер. і передм. Клима Поліщук. — Київ: Держ. вид-во України, 1928. — 336 с.